# Zosterops metcalfii
Zosterops metcalfii là một loài chim trong họ Zosteropidae.